# プレオブラジェンスコエ条約
プレオブラジェンスコエ条約（プレオブラジェンスコエじょうやく、英語: Treaty of Preobrazhenskoye）は1699年11月22日にプレオブラジェンスコエ（現モスクワの一部）で締結された条約。条約の交渉はヨハン・パトクルによって行われ、1698年8月にツァーリのピョートル1世とポーランド王アウグスト2世がラヴァで非公式に会談した後、ピョートルが好む住居のあるプレオブラジェンスコエで締結された。条約はスウェーデン・バルト帝国のデンマーク＝ノルウェー、ロシア・ツァーリ国、ザクセン選帝侯領、ポーランド＝リトアニア共和国による分割を呼びかけた。条約が締結された直後、大北方戦争が勃発した。